# Infestazione (parapsicologia)
L'infestazione, o fenomeno infestatorio, è classificato dalla moderna concezione parapsicologica, assieme ai fenomeni apparizionali, come evento incanalabile tra i fenomeni PK o psicocinetici.

## Origine del fenomeno
Numerose teorie si sono sviluppate al riguardo; secondo una linea nettamente spiritista,
l'infestazione è data da un'anima senziente e di conseguenza interagente con l'osservatore, o da meno note entità non umane che per motivi non noti si trovino a vagare in terra strettamente legati a luoghi o dimore.
I fautori di un diverso approccio indagativo tra cui il ghost hunter Andrew Green prediligono basarsi su teorie più incentrate su un'interazione puramente energetica tra l'osservatore e la manifestazione. In questo caso non v'è spirito senziente bensì un'impregnazione ambientale psichica che si trova ad interagire, sotto determinate condizioni, con il cervello umano, provocando quelle visioni che la psichiatria definirebbe allucinazioni in quanto apparentemente sine materia . Tali percezioni non sarebbero altro che "registrazioni ambientali" venutesi a formare o in corrispondenza di una forte impronta emozionale - vedasi un evento delittuoso i cui testimoni hanno vissuto con sgomento - o in seguito a particolari evenienze ambientali come la presenza sul sito di una dimora infestata di una delle cosiddette ley lines o linee di forza telluriche, la cui influenza agirebbe sulla roccia della quale eran costruiti soprattutto i vecchi manieri, rendendoli vere e proprie spugne psichiche. L'impregnazione spiegherebbe così il motivo per cui molti fenomeni apparizionali risultano privi di interazione con l'osservatore, risultando spesso anacronistici e compiendo atti ripetitivi, proprio per la loro natura di "immagine registrata" allo stesso modo in cui si veda in loop parte di una videocassetta.
In presenza di fenomeni infestatori legati non solo ad apparizioni visive e fenomeni uditivi (
tipici i cosiddetti raps, colpi di ignota sorgente la cui origine si riconduce all'interno di pareti, pavimenti o mobili) ma in cui vi siano presenti eventi cinetici, coloro i quali non
riconducono la cosa ad entità pensanti ritengono opportuno valutare l'ipotesi poltergeist, in cui un soggetto focus classicamente nell'età dalla pre- alla post-pubere genera inconsciamente fenomeni psicocinetici che di norma cessano al maturare del focus stesso.
Vi sono altresì casi riconducibili a poltergeist ma risultanti fuori dalle norme di comportamento "standard" , come quello de la "strega dei Bell" nella cittadina di Adams, Tennessee.
Ultima teoria si basa sulla mera induzione psicologica di individui facilmente suggestionabili da parte di semplici stimoli ambientali di natura esclusivamente terrena, sino a giungere a casi di isteria collettiva.
Innovativi studi sono in atto sulla ricerca di infrasuoni durante i fenomeni infestatori in quanto, da un'intuizione di Vic Tandy, essi influenzerebbero lo stato psichico umano agendo come promotori di stati emozionali alterati di stimolo estremamente ansiogeno generando altresì vere allucinazioni uditive e visive.

## Indagini e metodiche di studio
L'infestazione (haunting in inglese) è oggetto di esame da parte di numerosi studiosi nel mondo che, partendo anche da basi differenti e riunendosi sovente in associazioni, cercano di mettere luce al fenomeno. In Italia sono da menzionare il CSP, Centro Studi Parapsicologici di Bologna con figure del calibro di Massimo Inardi e Piero Cassoli, il CICAP, il Laboratorio di Ricerca Biopsicocibernetica con Enrico Marabini, Daniele Gullà e Michele Dinicastro, il Gruppo di Ricerca Eventi Parafisici di Torino con Fabio Tarantino, ed il Centro di Investigazione Occulta di Pavia con Matteo Stoppini.
Tali ricerche si effettuano monitorando variazioni ambientali in ambito elettromagnetico, termico, audiometrico e visivo in corrispondenza dei luoghi oggetto di studio e segnalazione onde verificare, previa documentazione sulla storia del luogo e sullo stato psicofisico dei testimoni, il riscontro di eventuali anomalie che riconducano a fenomeni catalogabili come di tipo infestatorio.